# When We All Fall Asleep, Where Do We Go?
When we all fall asleep, where do we go? este albumul de debut al lui Billie Eilish, fiind primul album al cântăreței. Albumul a fost lansat la 29 martie 2019, acesta primit premiul Grammy pentru cel mai bun album al anului.
Albumul conține 14 single-uri (Ex. Bury a friend, 8, Bad Guy, Xanny, etc.), fiind cel mai mare album, de până acum, al cântăreței.

## Lista cântecelor[3]
Toate melodiile sunt scrise și compuse de Billie Eilish O'Connell și Finneas O'Connell. 
| When We All Fall Asleep, Where Do We Go? – ediția standard |                                                  |         |  |
| Nr.                                                        | Titlu                                            | Lungime |  |
| 1.                                                         | „!!!!!!!”                                        | 0:14    |  |
| 2.                                                         | „Bad Guy”                                        | 3:14    |  |
| 3.                                                         | „Xanny”                                          | 4:04    |  |
| 4.                                                         | „You Should See Me in a Crown”                   | 3:01    |  |
| 5.                                                         | „All the Good Girls Go to Hell”                  | 2:49    |  |
| 6.                                                         | „Wish You Were Gay”                              | 3:42    |  |
| 7.                                                         | „When the Party's Over” (scriitor: F. O'Connell) | 3:16    |  |
| 8.                                                         | „8”                                              | 2:53    |  |
| 9.                                                         | „My Strange Addiction” (scriitor: F. O'Connell)  | 3:00    |  |
| 10.                                                        | „Bury a Friend”                                  | 3:13    |  |
| 11.                                                        | „Ilomilo”                                        | 2:36    |  |
| 12.                                                        | „Listen Before I Go”                             | 4:03    |  |
| 13.                                                        | „I Love You”                                     | 4:52    |  |
| 14.                                                        | „ Goodbye”                                       | 1:59    |  |
| Lungime totală:                                            | Lungime totală:                                  | 42:48   |  |

| When We All Fall Asleep, Where Do We Go? – piesele bonus ale ediției japoneze |                     |         |  |
| Nr.                                                                           | Titlu               | Lungime |  |
| 15.                                                                           | „Come Out and Play” | 3:30    |  |
| 16.                                                                           | „ When I Was Older” | 4:30    |  |
| Lungime totală:                                                               | Lungime totală:     | 50:48   |  |

| When We All Fall Asleep, Where Do We Go? – piesele bonus ale ediției japoneze deluxe limitate |                                      |         |  |
| Nr.                                                                                           | Titlu                                | Lungime |  |
| 17.                                                                                           | „Bad Guy (Remix)” (cu Justin Bieber) | 3:14    |  |
| Lungime totală:                                                                               | Lungime totală:                      | 54:02   |  |

| When We All Fall Asleep, Where Do We Go? – piesele bonus ale ediției japoneze complete |                        |         |  |
| Nr.                                                                                    | Titlu                  | Lungime |  |
| 18.                                                                                    | „ Everything I Wanted” | 4:05    |  |
| Lungime totală:                                                                        | Lungime totală:        | 58:07   |  |

| When We All Fall Asleep, Where Do We Go? – piesele bonus reeditate de Target |                                                                              |         |  |
| Nr.                                                                          | Titlu                                                                        | Lungime |  |
| 15.                                                                          | „When I Was Older”                                                           | 4:30    |  |
| 16.                                                                          | „ Bitches Broken Hearts” (scriitori: B. O'Connell, F. O'Connell, Emmit Fenn) | 2:56    |  |
| 17.                                                                          | „Everything I Wanted”                                                        | 4:05    |  |
| Lungime totală:                                                              | Lungime totală:                                                              | 54:19   |  |

| ediția japoneză completăe (Discul 2) |                                                                           |                      |         |  |
| Nr.                                  | Titlu                                                                     | Regizor(i)           | Lungime |  |
| 1.                                   | „Bad Guy” (videoclipul muzical)                                           | Dave Meyers          | 3:25    |  |
| 2.                                   | „Xanny” (videoclipul muzical)                                             | Billie Eilish        | 4:25    |  |
| 3.                                   | „You Should See Me in a Crown” (videoclipul muzical)(de Takashi Murakami) | Takashi Murakami     | 3:11    |  |
| 4.                                   | „All the Good Girls Go to Hell” (videoclipul muzical)                     | Rich Lee             | 3:41    |  |
| 5.                                   | „When the Party's Over” (videoclipul muzical)                             | Carlos López Estrada | 3:12    |  |
| 6.                                   | „Bury a Friend” (videoclipul muzical)                                     | Michael Chaves       | 3:32    |  |
| 7.                                   | „Ilomilo” (videoclipul muzical)                                           | Darkroom Interscope  | 2:36    |  |
| 8.                                   | „Everything I Wanted” (videoclipul muzical)                               | Billie Eilish        | 4:47    |  |
| Lungime totală:                      | Lungime totală:                                                           | Lungime totală:      | 28:07   |  |